# Lennart Wing
Lars Lennart Wing, svensk fotbollsspelare (vänsterback), född 7 augusti 1935 i Göteborg. Han spelade nio säsonger i Örgryte IS A-lag 1959-68 och gjorde 36 A-landskamper samt tre B-landskamper 1960-65. Under åren 1964-67 var han proffs i skotska Dundee United FC.

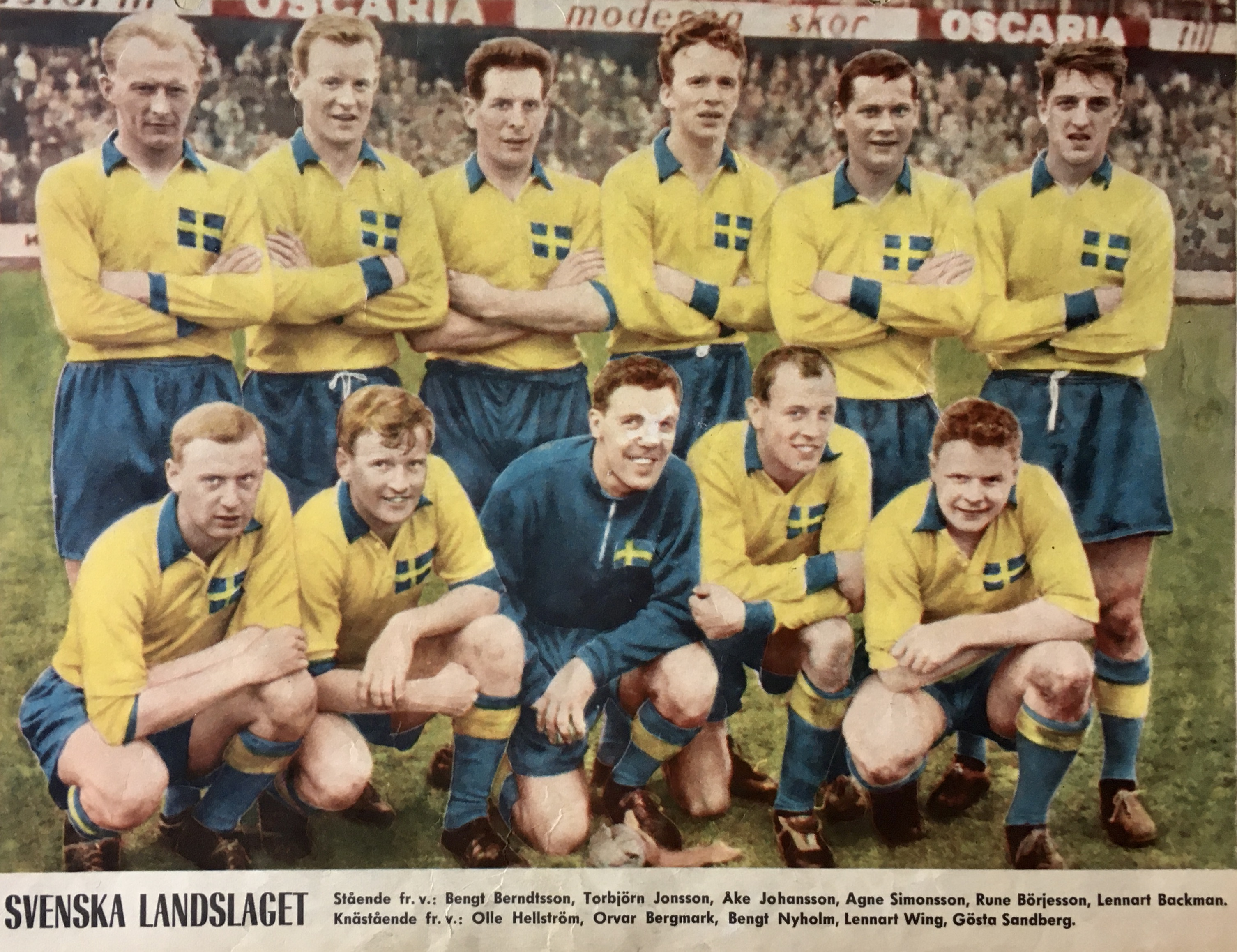
Sveriges herrlandslag i fotboll, som den 28 maj 1961 segrade med 4-0 över Schweiz. I det svenska laget ingick följande spelare – stående från vänster: Bengt "Fölet" Berndtsson, Torbjörn Jonsson, Åke "Bajdoff" Johansson, Agne Simonsson, Rune Börjesson, Lennart Backman. Knästående från vänster: Olle "Lill-Lappen" Hellström, Orvar Bergmark, Bengt "Zamora" Nyholm, Lennart Wing och Gösta "Knivsta" Sandberg.

Redan som mycket ung kom Lennart Wing med i Örgryte IS´ pojklag där han gjorde fina insatser tillsammans med vännen Agne Simonsson. I denna förening debuterade han i A-laget 1959. Den startsnabbe vänsterbacken fick snart rykte om sig, att vara en av de mera svårforcerade i landet. Wing gjorde säsongen 1960 en starkt insats och uttagningskommittén (UK) fick då upp ögonen för honom och han blev uttagen till landslagsspel. 
Lennart Wing deltog i den trupp av spelare, som åkte på träningsläger i Italien under mars 1961. Här medverkade han i laget, som mötte italienska ligans AS Roma och Tjeckoslovakiens herrlandslag i fotboll.  I VM-kvalet mot Schweiz 1961 skadades målvakten Bengt ”Zamora” Nyholm så svårt, att han tvingades lämna planen för att bli omplåstrad (se lagfotot). Då tog vänsterbacken Wing över målvaktshandskarna och höll nollan under 20 minuter. Han hade trots allt spelat division III-handboll i Gamlestans HK.
Under tre säsonger 1964–67 var han engagerad som proffs i skotska Dundee United samtidigt med Örjan Persson. När han kom tillbaka från Skottland varvade han ner och spelade i Kungsbacka BI. Lennart arbetade som brandman (grodman) vid sidan av fotbollskarriären och var från 1974 brandchef i Västra Frölunda under många år.
2008 blev han invald i "Hall of Fame" för sin fotbollskarriär. Ceremonin hölls på Liseberg.
Lennart är gift med Sylvia Wing (född Johansson) och de har barnen Peter Wing och Petra Wing Engström.

## Meriter
- A-landskamper: 36
- Utmärkelser: Invald i Hall of Fame 2008

## Klubbar
- BK René
- Örgryte IS
- Dundee United FC
- Kungsbacka BI
- IF Väster